# SH001
SH001（えすえいち ぜろぜろいち）は、シャープによって開発された、auブランドを展開するKDDIおよび沖縄セルラー電話のCDMA 1X WIN(現・au 3G)対応音声用端末である。

## 概要
W62SHの後継機種にあたる機種で、同キャリア向けの機種では初めての800万画素CCDカメラを搭載した機種である。カメラ機能は、他社の8メガピクセルと同様、最大ISO2500相当の高感度撮影することができる。

## 歴史
- 2009年（平成21年）1月29日 - KDDI、およびシャープより公式発表。
- 2009年2月6日 - 全国にて一斉発売。
- 2009年6月4日 - 北陸、関西、四国、九州、沖縄地区にてシトリンゴールドとガーネットレッドが追加発売。
- 2009年6月5日 - 上記以外の残りの地区にてシトリンゴールドとガーネットレッドが追加発売。
- 2009年12月 - 販売終了。

## 主な機能・サービス
- PCドキュメントビューアー

| 主な対応サービス | 主な対応サービス                        | 主な対応サービス                                             | 主な対応サービス         |
| --- | --------------------------------------- | ------------------------------------------------------------ | ------------------------ |
| au LISTEN MOBILE SERVICE (EZ「着うたフル」) (EZ「着うたフルプラス」) (LISMOビデオクリップ) (LISMO Video) (LISMO Book) | EZケータイアレンジ                      | バーコードリーダー&メーカー                                  | PCサイトビューアー       |
| au BOX | ワイヤレスミュージック                  | au Smart Sports Run & Walk Karada Manager カロリーカウンター | EZナビウォーク           |
| EZ助手席ナビ | 安心ナビ                                | 災害時ナビ                                                   | ナカチェン               |
| EZアプリ FullGame! Bluetooth対戦                                                                                      | EZアプリ(BREW)                          | オープンアプリプレイヤー                                     | PCドキュメントビューアー |
| アレンジメニュー | au oneガジェット マルチプレイウィンドウ | じぶん銀行アプリ                                             | EZ・FM                   |
| EZチャンネル EZチャンネルプラス EZニュースフラッシュ EZニュースEX （Web版のみ対応）                                   | Touch Message                           | EZFeliCa                                                     | ケータイ de PCメール     |
| デコレーションメール                                                                                                  | デコレーションアニメ                    | au one メール                                                | 緊急通報位置通知         |
| ワンセグ | グローバルパスポート (CDMA・GSM)        | 赤外線通信 (IrSimple)                                        | Bluetooth                |

## 不具合
2009年2月6日に以下の不具合の修正がケータイアップデートにより行われた。
- 「ナカチェン」が設定できない場合がある

2009年4月3日に以下の不具合の修正がケータイアップデートにより行われた。
- EZweb利用中に電源のリセットやキー操作を受付けない状態になる場合がある
- ムービーを早送りすると、キー操作を受付けない状態になる場合がある
- アラームが鳴動しない場合がある

2009年9月3日に以下の不具合の修正がケータイアップデートにより行われた。
- SSLサイトで大きなファイルアップロードを行うと時々接続が切断される場合がある